# كاتدرائية بطرس وبولس (بيتيرهوف)
كاتدرائية بطرس وبولس هي كاتدرائية روسية أرثوذكسية تقع في مدينة بيتيرهوف، روسيا.
وافق الإمبراطور ألكسندر الثاني على تصميم الكاتدرائية في عام 1882. وقد صممه المهندس المدني نيكولاي سلطانوف على الطراز الكيفاني. تم الانتهاء منها في عام 1905 ولكن تم إغلاقه في عام 1935 وتعرض لأضرار جسيمة في الحرب العالمية الثانية عندما استخدمته القوات النازية لإيواء المدفعية. تم ترميم الكاتدرائية في النهاية واستؤنفت الخدمات الكنسية في عام 1990.